# Palais Croisette
Palais Croisette, známý také jako Palais des Festivals, byla budova postavená v roce 1947 na bulváru La Croisette v Cannes pro pořádání filmového festivalu. Sloužila tomuto účelu až do roku 1982 do výstavby nového Festivalového a kongresového paláce. V roce 1988 byl Palais Croisette zbořen a na jeho místě se nachází hotel.

## Dějiny
Město Cannes bylo vybráno z mnoha kandidátských měst a poprvé se zde roku 1946 konal festival v městském kasinu. V následujícím roce byl zbourán jachtařský klub Cercle nautique, aby uvolnil místo pro Palais Croisette.
Palais Croisette byl postaven během čtyř měsíců na Boulevardu de la Croisette, na základě plánů místního architekta Maurice Gridaina a pod záštitou obce Cannes a jejího starosty Charlese Antoniho a doktora Raymonda Picauda.
Palais Croisette hostil festival v letech 1947 až 1982, s výjimkou let 1948 a 1950 kvůli střídání s filmovým festivalem v Benátkách a v roce 1948 také kvůli nedokončeným pracím. Palais Croisette byl slavnostně otevřen v roce 1949. Mimo jiné se v Palais Croisette konaly také dva ročníky Eurovision Song Contest v letech 1959 a 1961.
V roce 1968 architekt Olivier-Clément Cacoub přistavěl k zadní části paláce křídlo.
Po demolici Palais Croisette v roce 1988 zde byl vystavěn hotel Noga Hilton, poté v roce 2007 Palais Stéphanie a od roku 2011 hotel JW Marriott Cannes.

## Architektura
Palais Croisette byla eklektická budova s modernistickými prvky postavená ze železobetonu, kovu, skla, mramoru a kvádříkového kamene s velkým kinosálem pro 1500 osob, do kterého se vstupovalo převážně proskleným vestibulem s kazetovým stropem.
Do sálu se vstupovalo po dvou schodech z parteru. Balkon měl 500 míst sezení a byl přístupný z podesty ohraničené balustrádami po obou stranách vestibulu. Vedlo k němu široké, rovné centrální schodiště z růžového provensálského mramoru, jehož začátek zdobily sochy delfínů.
Místnosti ve třech patrech sloužily jako salonky, promítací místnosti nebo nahrávací kabiny a byly obsluhovány výtahem. V prvním patře východního křídla se nacházel sál Jeana Cocteaua se 150 místy. Ve třetím patře, nad vestibulem, se nacházel sál Gérarda Philipa. Oba měly strop zdobený geometrickými vzory a nepřímým osvětlením. Na jihovýchodě vedla do horních pater a na krytou terasu vybavenou pro recepce točité zděné schodiště se zděným zábradlím.
Přední fasáda byla souměrná, soustředěná kolem širokého rizalitu, proskleného po celé výšce, vestibulu umístěného mezi dvěma křídly se třemi arkýři.
V roce 1968 bylo přistavěno severní křídlo. Mělo tmavé obložení a zahrnovalo dvě suterénní podlaží s parkovišti a čtyři podlaží s různými sály.